# 证类本草

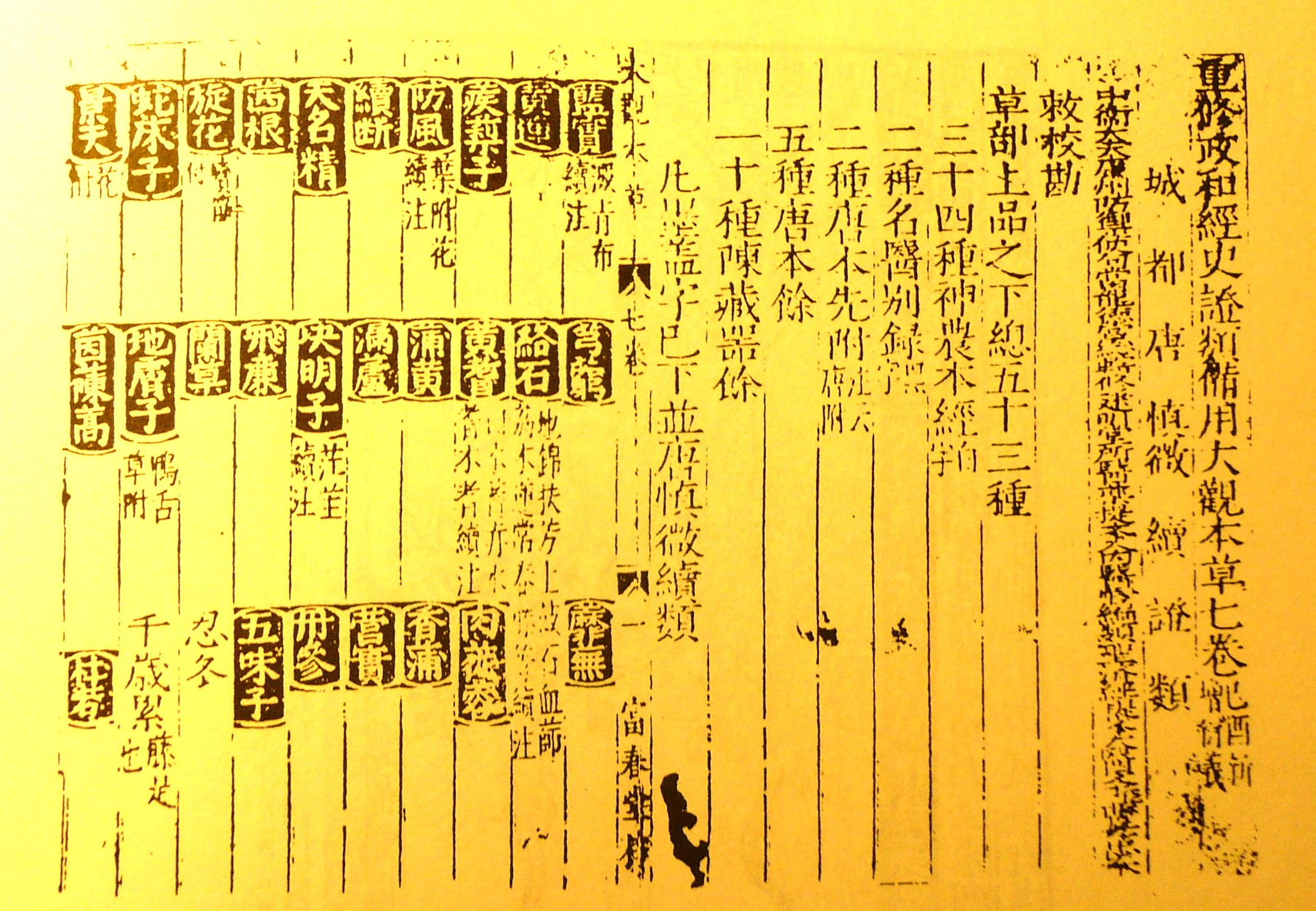
大观本草

《證類本草》，全称《經史證類备急本草》，是宋代的一部重要的醫書。北宋元丰五年至六年间（1082-1083年），唐慎微據《嘉祐補注本草》和《本草圖經》兩書，再參考其他248部醫書總其成為《經史證類备急本草》；元符元年至大观二年间（1098-1108年）定稿，由艾晟校补发行，名为《大观经史证类备急本草》，即《大观本草》祖本；政和六年（1116年）由曹孝忠重新校订发行，名为《政和新修經史證類備用本草》，即《政和本草》祖本；绍兴二十九年（1159年）由王繼先校订为《绍兴校定经史证类备急本草》，简称《绍兴本草》。蒙古定宗四年（1249年），张存惠在《政和本草》基础上将《本草衍义》分条散入书中，成为《重修政和经史证类备用本草》，即《政和本草》通行本。
《證類本草》共32卷，60萬字，共列載了1558種藥物，包括476種新增藥物。此書又開創了方藥對照的新形式，收集了不少方劑，對古代的臨床用藥很有幫助。
此书在12世纪传入日本，14世纪传入朝鲜。

## 版本
- 1083年 《經史證類备急本草》
- 1108年 《大观經史證類备急本草》艾晟校本
- 1116年 《政和新修經史證類備用本草》曹孝忠校本
- 1159年 《绍兴校定经史证类备急本草》王繼先校本
- 1211年 《經史證類备急本草》劉甲本
- 1249年 《重修政和經史證類備用本草》晦明軒張存惠校本
- 1302年 《經史證類大觀本草》宗文書院本
- 1392年   朝鲜版
- 1519    明朝版 《大观經史證類备急本草》
- 1577    明朝版 《大观經史證類备急本草》
- 1581    明朝版 《大观經史證類备急本草》
- 1600年   明朝版 《大观經史證類备急本草》
- 1610年   明朝版  《大观經史證類备急本草》
- 1656年  清朝版  《大观經史證類备急本草》
- 1776年  日本版 《經史證類大觀本草（三十一卷）》
- 1823年
- 1904年
- 1970年 日本版
- 1991年 上海古籍出版社 《证类本草》
- 1993年 证类本草（实用中医经典名著）华夏出版社
- 2002年 《大观本草》安徽科学技术出版社
- 2003年 《大观本草》安徽科学技术出版社
- 2004年 《大观本草》安徽科学技术出版社
- 2011年 中国医药科技出版社 《证类本草》